# Driefeler Wiesen
Die Driefeler Wiesen sind ein Naturschutzgebiet in der niedersächsischen Gemeinde Bockhorn im Landkreis Friesland.
Das Naturschutzgebiet mit dem Kennzeichen NSG WE 250 ist 66 Hektar groß. Es liegt im Übergangsbereich von der Geest in die Marsch zwischen dem Zeteler Tief und der Woppenkamper Bäke. Das Sietland liegt nördlich der Zeteler- und Bockhorner Geest.
Das Gebiet steht seit dem 1. Dezember 2006 unter Naturschutz. Zuständige untere Naturschutzbehörde ist der Landkreis Friesland.